# Jochen Paletschek
Jochen Paletschek (* 1980 in München) ist ein deutscher Schauspieler und Synchronsprecher.

## Leben
Jochen Paletschek wuchs in Pliening auf. Als Jugendlicher arbeitete er nach Schulschluss auf einem Bauernhof in der Nachbarschaft. Die Schule schloss er mit dem Abitur ab. Von 2003 bis 2007 absolvierte er sein Schauspielstudium an der Bayerischen Theaterakademie „August Everding“ in München. 2005/06 war er Stipendiat des Deutschen Bühnenvereins (Landesverband Bayern). Während seiner Ausbildung gastierte er am Residenztheater München. Außerdem besuchte er Seminare und Workshops bei Celino Bleiweiß und Tim Garde.
Nach seinem Abschluss erhielt er sein erstes Festengagement am Stadttheater Regensburg (2007–2009). Hier spielte er u. a. in einer Bühnenfassung von Tannöd (Regie: Michael Bleiziffer). Weitere Rollen waren der Unterassessor Unruh in der Uraufführung Eva Demskis Theaterstück Blaue Donau, der Trauerweidenwalter in Brecht/Weills Die Dreigroschenoper und Andrej in Drei Schwestern. Anschließend war er ab der Spielzeit 2009/10 bis 2013 festes Ensemblemitglied am Theater Altenburg-Gera. Dort spielte er u. a. Siegfried in Die Nibelungen (seine Debütrolle am Theater Altenburg/Gera), den Titelhelden in Romeo und Julia, den Rechtsanwalt Krogstad in Nora, den Kohlenmunk-Peter im Weihnachtsmärchen Das kalte Herz und Yvan in Yasmina Rezas Komödie Kunst. Seine letzte Produktion am Altenburger Theater war die Farce Bezahlt wird nicht! von Dario Fo, u. a. mit Anne Diemer als Partnerin. In der Spielzeit 2012/13 gastierte er am Mittelsächsischen Theater Freiberg/Döbeln (als Filmkritiker Allan Felix in der Woody-Allen-Komödie Spiel’s nochmal, Sam in der Inszenierung von Frank Voigtmann) und am Theater Erfurt. Von 2013 bis 2015 war er Ensemblemitglied am Staatstheater Cottbus. Dort spielte er in der Spielzeit 2014/15 u. a. Mario, den besten Freund der Hauptfigur, in einer Bühnenfassung von Sonnenallee. 2016 war er beim „Kulturmobil Landshut“ mit der Produktion Der Räuber Kneißl, in der er verschiedene Rollen übernahm, auf Tournee. 2017 gastierte er am Staatstheater Cottbus wieder in der Sonnenallee-Inszenierung als Mario.
Seit 2017 arbeitet Paletschek auch verstärkt für das Fernsehen. Er hatte Rollen in der ZDF-Krimireihe Unter Verdacht (als Physiotherapeut von Senta Berger), Hubert ohne Staller (2018, als Bauer und Täter Samuel Freydank, mit Deborah Kaufmann als Partnerin) und in der ZDF-„Herzkino“-Reihe Marie fängt Feuer (als Polizeibeamter). In der 19. Staffel der ZDF-Serie Die Rosenheim-Cops (2020) übernahm Paletschek die Rolle des tatverdächtigen Restaurantbesitzers Heinrich Leander. In der 2. Staffel der TV-Serie Watzmann ermittelt (2021) spielte er eine der Episodenrollen als zeitweise tatverdächtiger Skisprungtrainer des Berchtesgadener Ski-Gymnasiums.
Außerdem ist er umfangreich als Synchronsprecher tätig. Er sprach u. a. Rollen in Die Medici – Herrscher von Florenz, Once Upon a Time – Es war einmal …, Ancien und das magische Königreich und WandaVision. Seine Stimme lieh er u. a. Kyle Schmid, Daniel Sharman, Stephen Lobo, David Hoflin und David Lengel.
Jochen Paletschek hat zwei Söhne. Er lebt in München.

## Filmografie (Auswahl)
- 2017: Verlorene Sicherheit (Fernsehreihe)
- 2018: Hubert ohne Staller: Spieglein (Fernsehserie, eine Folge)
- 2018: Blood, Head & Cheers (Kurzfilm)
- 2018: Der Staatsfeind (Fernsehfilm)
- 2019: Midnight Regulations (Kurzfilm)
- 2019: Marie fängt Feuer: Alles oder nichts (Fernsehreihe)
- 2020: Die Rosenheim-Cops: Bloß keine Umstände (Fernsehserie, eine Folge)
- 2020: Die Chefin: Portofino (Fernsehserie, eine Folge)
- 2021: Watzmann ermittelt: Löwinnen (Fernsehserie, eine Folge)
- 2021: Zimmer mit Stall: Schwein gehabt (Fernsehreihe)
- 2021: Sturm der Liebe (Fernsehserie)